# Urotrygon cimar
Urotrygon cimar  (лат.)  — малоизученный вид рода Urotrygon семейства Urotrygonidae отряда хвостоколообразных. Обитает в тропических водах юго-центрально-восточной части Тихого океана и центрально-западной части Атлантического океана. Встречается на глубине до 85 м. Максимальная зарегистрированная длина 38,2 см. Грудные плавники этих скатов образуют округлый диск, ширина которого превышает длину. Длинный хвост оканчивается листовидным хвостовым плавником. В средней части хвостового стебля расположен ядовитый шип. Не является объектом целевого лова. 

## Таксономия
Впервые вид был научно описан в 1998 году. Видовое название представляет собой аббревиатуру названия исследовательского центра Университета Коста-Рики (Centro de Investigación en Ciencias del Mar y Limnologia), вид назван в честь 20-летия этого центра. Паратипы: 4 эмбриона длиной  101,2—106,9 мм, полученные у полуострова Никоя, Коста-Рика, на глубине 85 м и 2 особи длиной 19,5 и 26,9 см, пойманные в заливе Никоя на глубине 8 м.

## Ареал
Urotrygon cimar обитают в центрально-восточной части Тихого океана у берегов Коста-Рики и Эль-Сальвадора и в центрально-западной части Атлантического океана в Гондурасском заливе. Эти донные рыбы встречаются на мелководье в приливных бассейнахна глубине до 85 м, но как правило не глубже 10 м.

## Описание
Широкие грудные плавники этих скатов сливаются с головой и образуют почти круглый диск. Заострённое рыло формирует тупой угол и выступает за края диска. Позади глаз расположены брызгальца. Брюшные плавники закруглены Дорсальная поверхность диска и хвост окрашены в жёлто-коричневый цвет и неравномерно испещрены коричневыми и чёрными пятнышками. Вентральная поверхность диска, латеральные края и задние края брюшных плавников у молодых особей жёлто-коричневые, а у взрослых тёмно-коричневые или серые. Дорсальная поверхность диска плотно покрыта острыми чешуйками, вдоль средней линии диска чешуи увеличены.

## Взаимодействие с человеком
Эти скаты не являются объектом целевого лова. Международный союз охраны природы еще не оценил статус сохранности данного вида.